# Lukáš Jindřich
Lukáš Jindřich (* 14. března 1984, Praha) je sbormistr a umělecký vedoucí pěveckého sboru Cancioneta Praga a hostujícím sbormistrem Českého chlapeckého sboru z Hradce Králové.

## Život
Pochází z řad zpěváků pěveckého sboru Bambini di Praga, ve kterém začínal ve svých pěti letech. Vystudoval sbormistrovství na Pedagogické fakultě Univerzity Karlovy. V roce 1999 začal úzce spolupracovat se Školou sborového zpěvu při Bambini di Praga, kde působil jako učitel hry na zobcovou flétnu. Od roku 2004 byl druhým sbormistrem sboru Bambini di Praga a nejbližším spolupracovníkem PhDr. Blanky Kulínské. Upravil řadu písní pro dětské sbory a flétnové soubory. Natočil několik nahrávek s Dětským pěveckým sborem Českého rozhlasu, má za sebou úspěšné koncerty s Pražskou komorní filharmonií. Se sborem Bambini di Praga absolvoval jako sbormistr koncertní turné do Anglie (2006), Německa (2008, 2010) a Jižní Koreje (2006–2009). V roce 2010 založil dívčí sbor Cancioneta Praga. Od roku 2013 je hostujícím sbormistrem Českého chlapeckého sboru z Hradce Králové.